# Zweribachwasserfälle
Die Zweribachwasserfälle liegen 20 Kilometer östlich von Freiburg in einem Teil des Hochschwarzwaldes, der zum Mittleren Schwarzwald gerechnet wird. Über die etwa 40 Meter hohen Wasserfälle stürzt der Zweribach ins Simonswälder Tal, wo er in die Wilde Gutach mündet.

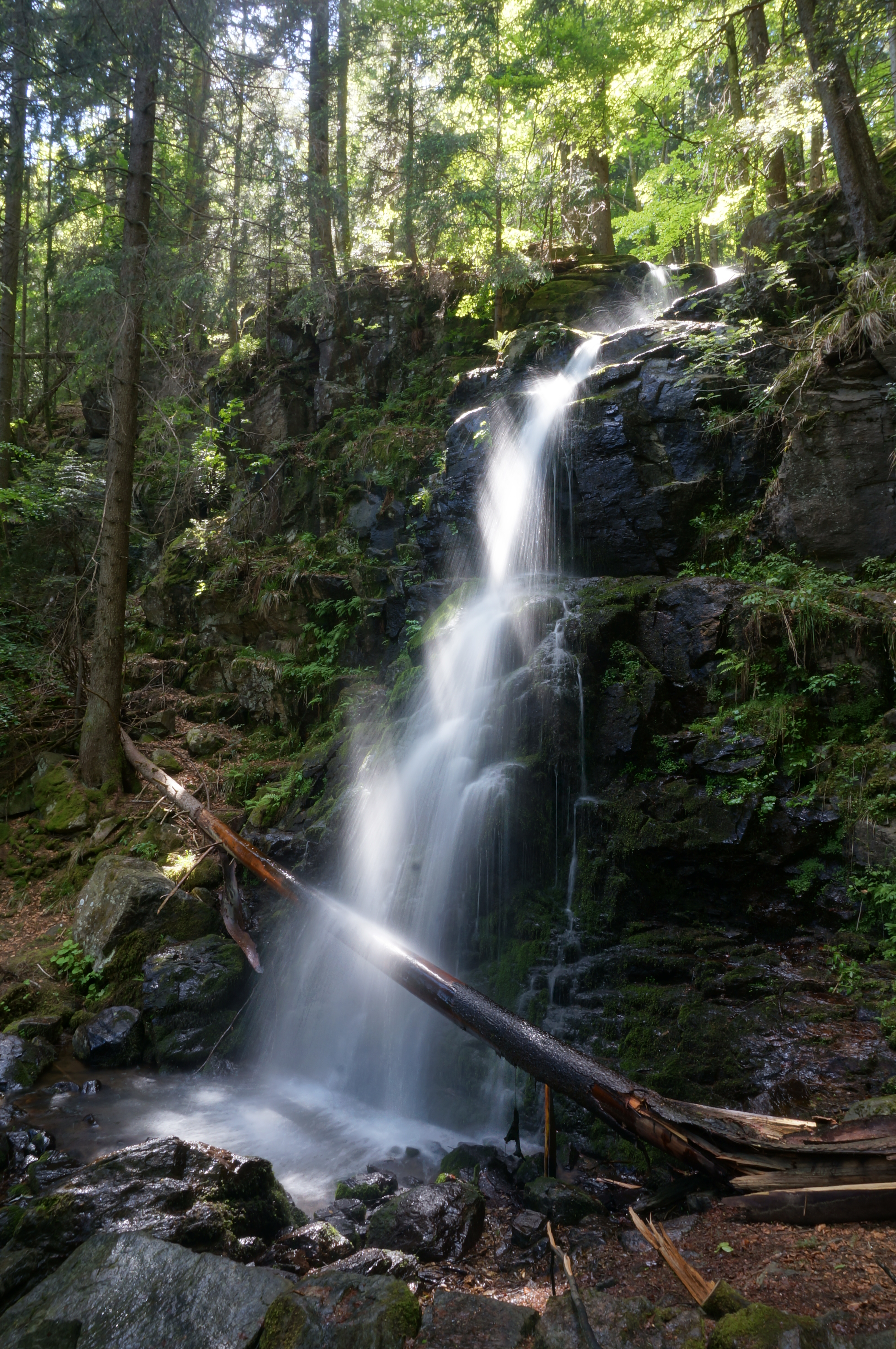
Obere Fallstufe (8 m)

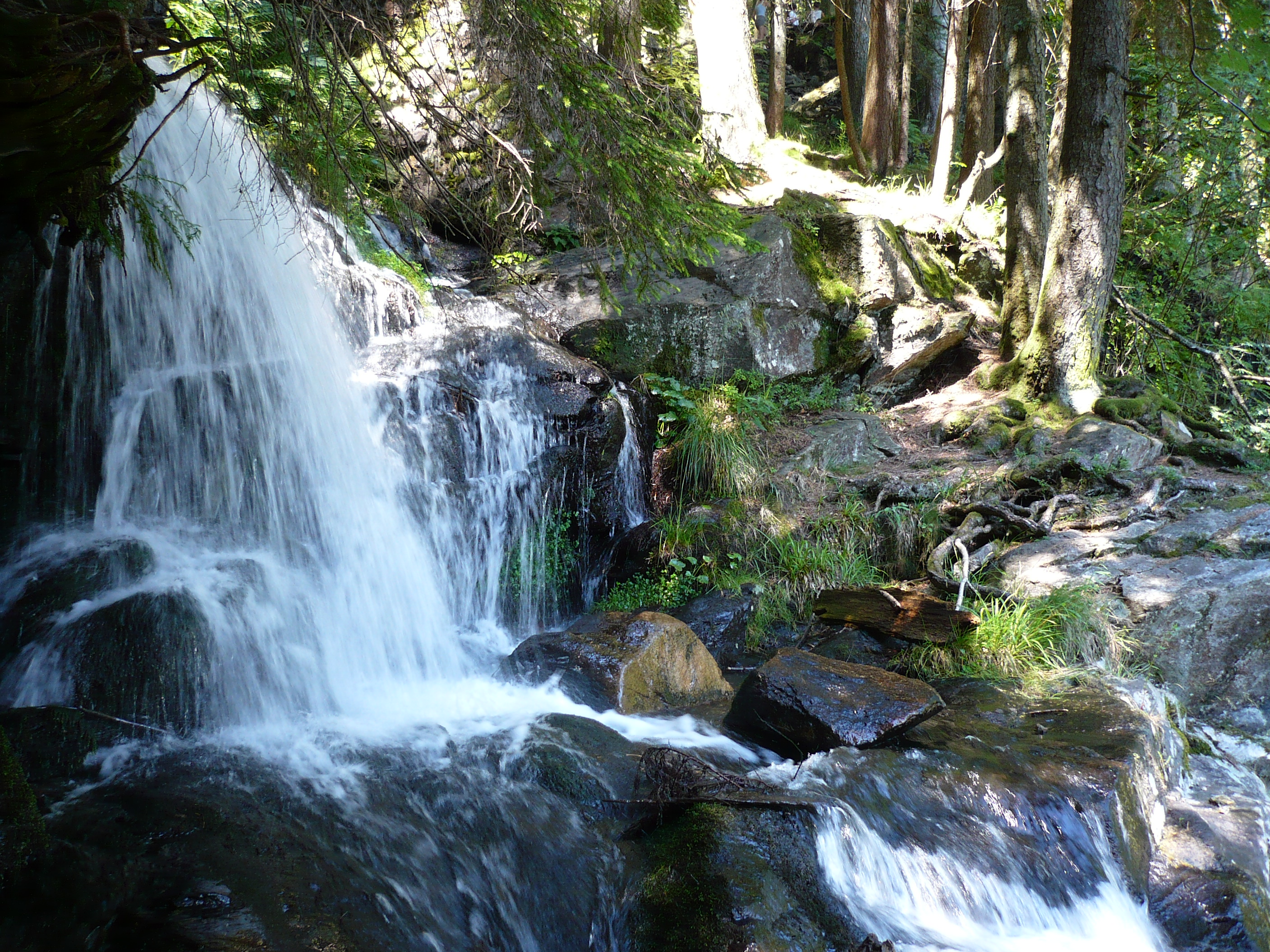
Mittlere Fallstufe (3 m)

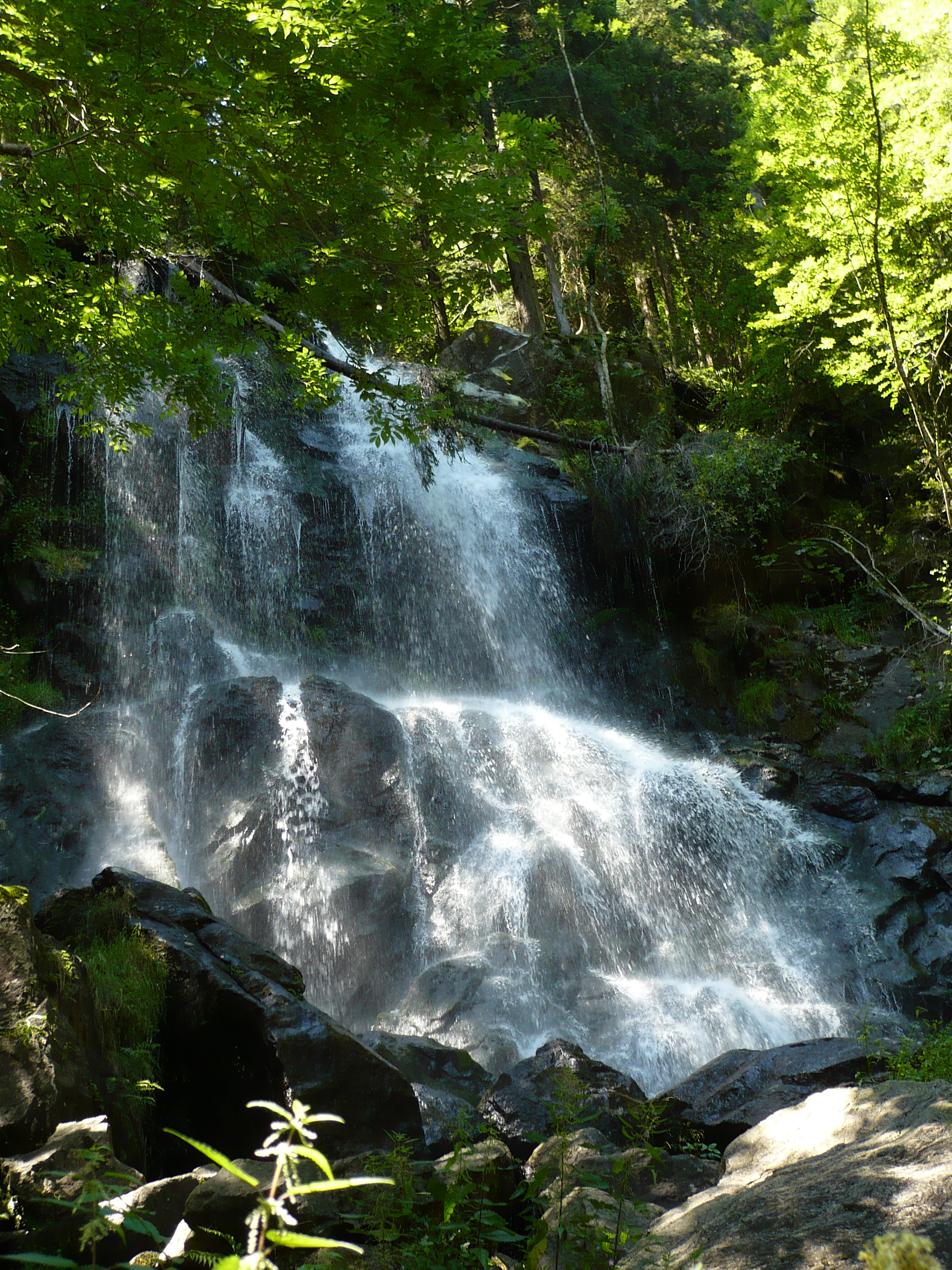
Untere Fallstufe (15 m)

## Lage und Naturraum
Der Schwarzwald ist für seinen Reichtum an Wasserfällen bekannt, eine Folge der oft großen Höhenunterschiede auf kurzer Distanz unterhalb von Hochtälern. An der 300 bis 700 Meter abfallenden westlichen Talflanke des Simonswälder Tals haben die starken eiszeitlichen Vergletscherungen besonders steile Karwände entstehen lassen. In das mit über 300 Metern Tiefe größte dieser Kare stürzen die oberhalb in flachwelligen Hängetälern laufenden Bäche Zweribach und Hirschbach über Wasserfälle. Aus dem südlicheren Hirschbachtal kam der einstige Hauptgletscher des Talkessels; seine nördliche Seitenmoräne durchzieht den Talkessel unterhalb der Zweribachfälle. Diese liegen in der Karwand auf etwa 800 Metern Höhe und sind dreistufig, mit Fallhöhen von 8 Metern, knapp 3 Metern und zuletzt 15 Metern.
Im Naturraum in montaner Hanglage herrscht ein atlantisch getöntes Klima. An den sonn- wie auch schattseitigen Hängen des karförmigen Talkessels haben sich lehmig-grusige Ranker gebildet, die von Felsen und Blockschutthängen durchsetzt sind. Die ursprüngliche Schluchtwaldvegetation ist anthropogen überprägt durch Wiesen-, Weide- und Reutbergwirtschaft.

## Schutzgebiete und Forschung
Die Fälle liegen inmitten des Naturschutzgebietes Zweribach. Der Bannwald Zweribach wurde erstmals bereits 1970 im Forstbezirk St. Märgen ausgewiesen. Das Bannwaldgebiet am Zweribach ist eines der ältesten Naturwaldreservate in Deutschland.
Das geographische Institut der Universität Freiburg führt unter anderem am Zweribach das Projekt „Nutzungsbedingte Veränderung ausgewählter Gebirgswaldökosysteme – Schwerpunkt Böden – im Schwarzwald und in den Vogesen“ durch.

## Tourismus und Freizeit
Die Zweribachwasserfälle werden besonders an Wochenenden von Wanderern stark frequentiert. Übliche Ausgangspunkte sind im Tal östlich der Fälle der Simonswälder Ortsteil Wildgutach und die Hexenlochmühle, auf dem Berg im Westen St. Märgen und die Hochfläche der Platte. Am kürzesten ist ein ausgeschilderter Zugang über den Parkplatz in Wildgutach am Ende des Zweribachwegs bei der Zweribachbrücke/Hirschwinkelweg. Von dort stetig aufwärts gehend, biegt man nach einer Linkskehre rechts ab und gelangt am Bruggerhof vorbei zur Hofstelle des abgebrannten Brunnenhofs mit Mauerresten, einer Kapelle und einem Vesperplatz mit Schutzhütte. Nach einem Abzweig links zu den 0,6 km entfernten Hirschbachfällen führt der Felssteig gesichert und über Stufen durch den Bannwald zu den Wasserfällen. Der Weg quert sie über eine Stahlbrücke und führt dann in Serpentinen bergauf zur Platte.
Die Zweribachwasserfälle sind im Winter seit einigen Jahren Ziel von Eiskletterern.

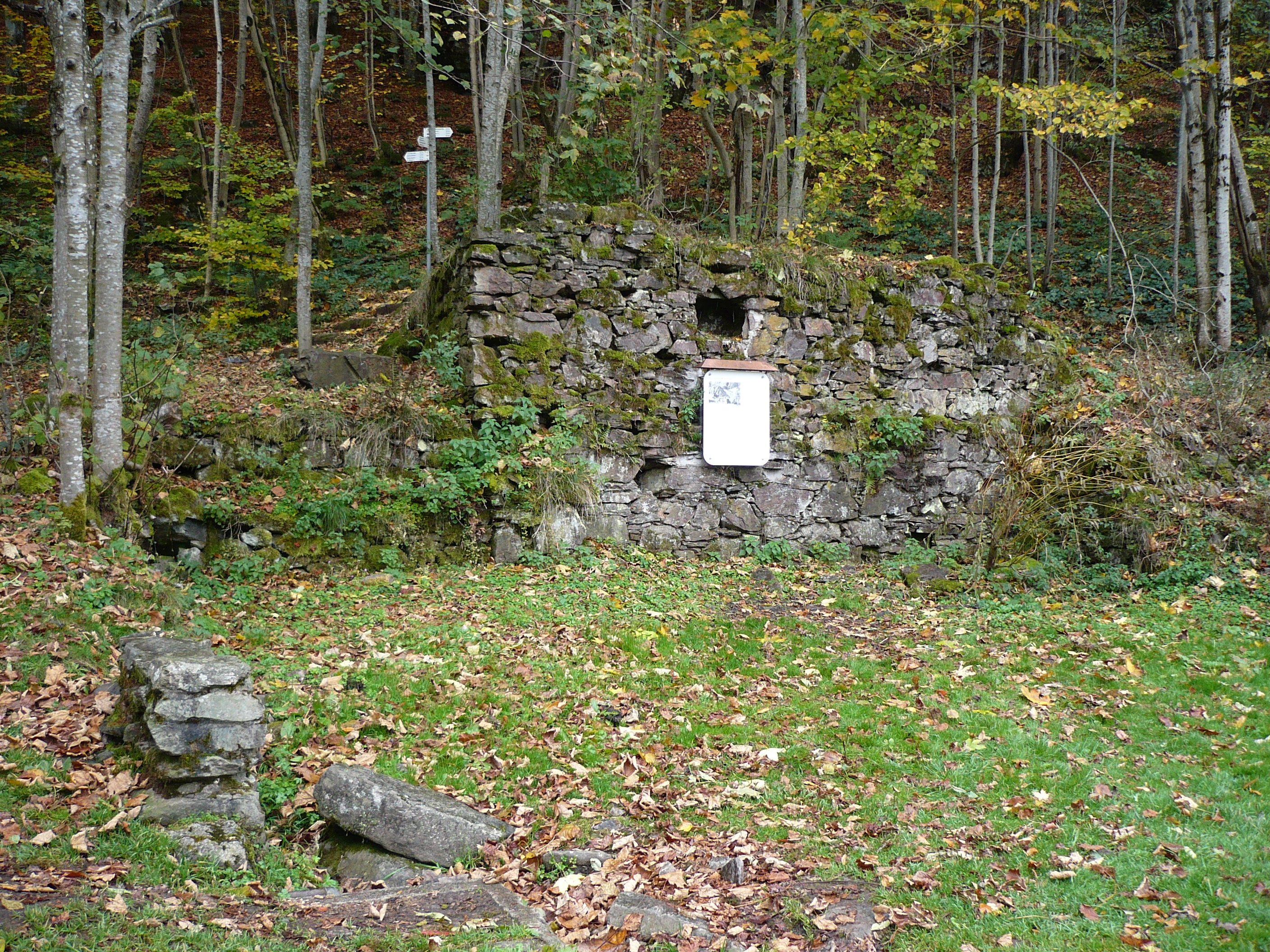
Reste des Brunnenhofes
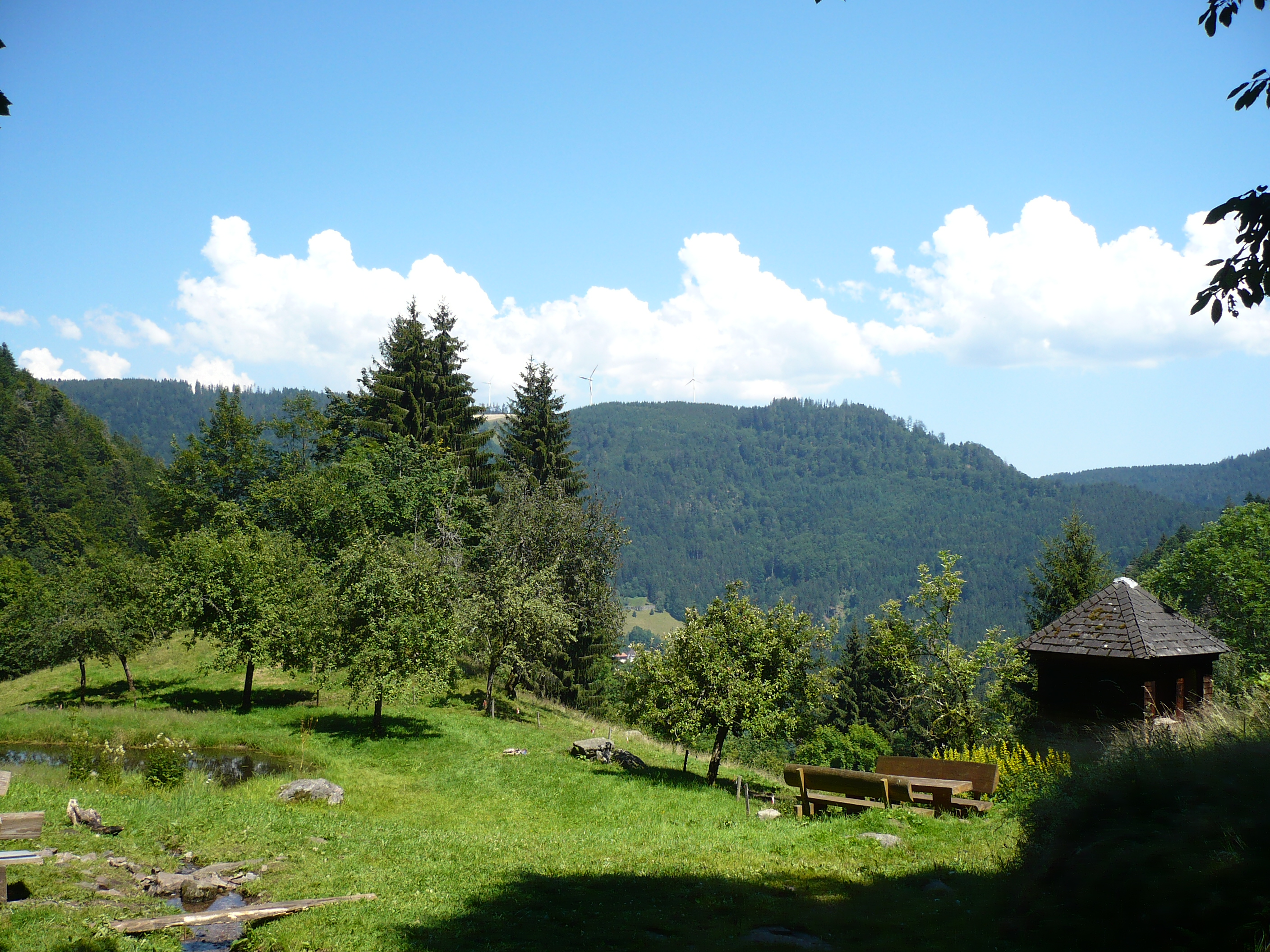
Vesperplatz mit Kapelle

## Nutzung der Wasserkraft

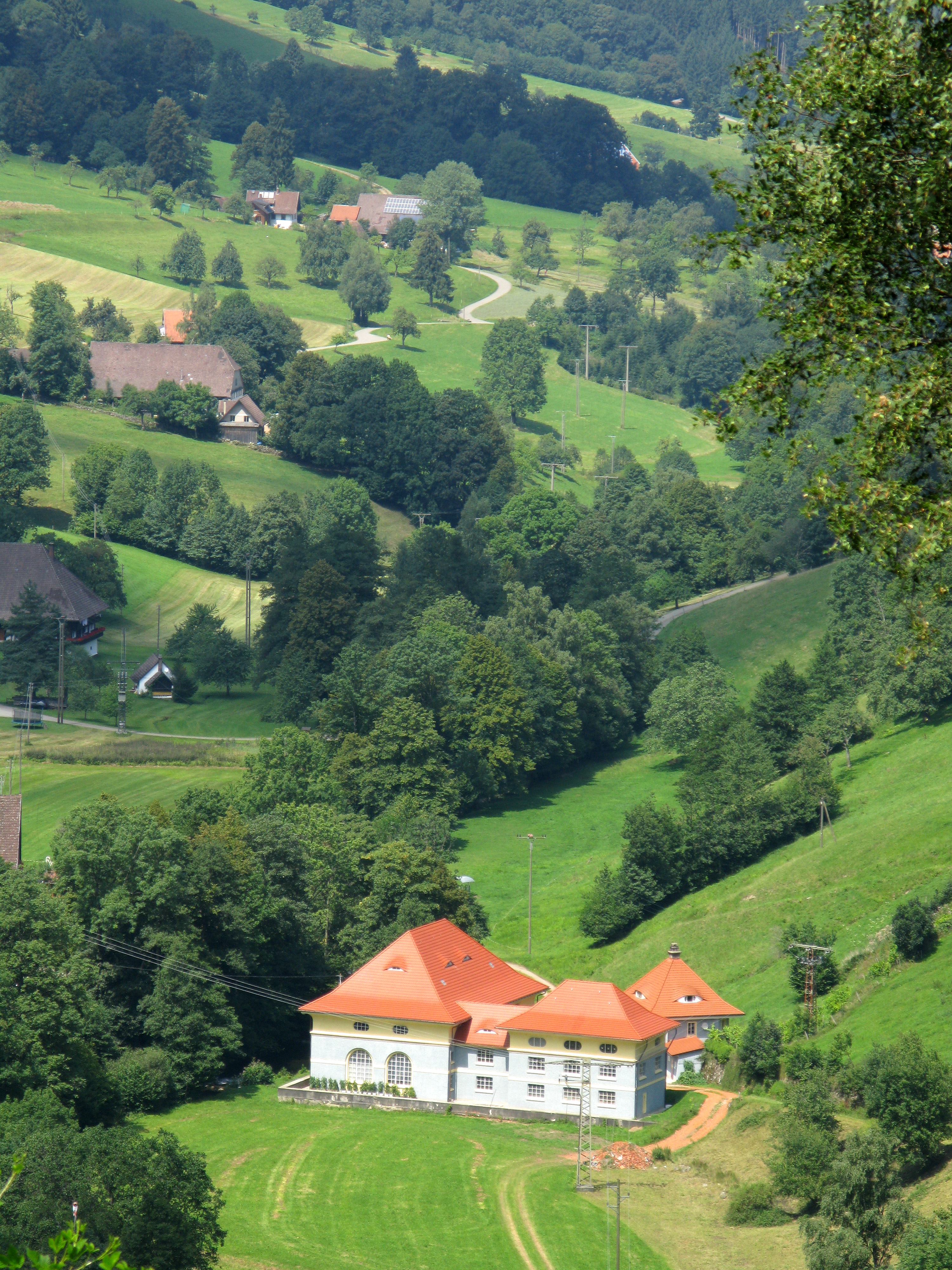
Zweribachwerk

Das Wasserkraftwerk Zweribachwerk wurde 1924 gebaut, es steht merklich abwärts der Fälle im Tal der Wilden Gutach. Sein Fallwasser wird ihm über eine Rohrleitung vom Plattensee zugeführt, einem Stausee auf der Hochfläche Platte im Lauf des Zweribachs. Deshalb stürzt über die Fälle nurmehr ein Teil der natürlichen Wasserführung des Bachs, was besonders im Sommer auffällt.